# ألفرد جي. جيلكريست
ألفرد جي. جيلكريست هو سياسي أمريكي، ولد في أغسطس 1872، وتوفي في 9 يونيو 1931. نشط حزبياً في الحزب الجمهوري. وقد انتخب عضو مجلس ولاية نيويورك ‏.